# Muriel Gunn
Muriel Amy Gunn-Cornell, angleška atletinja, * 27. september 1906, London, Anglija, Združeno kraljestvo, † 12. september 1996, Redhill, Surrey, Anglija.
Ni nastopila na poletnih olimpijskih igrah. Na svetovnih ženskih igrah je osvojila srebrni medalji v skoku v daljino v letih 1926 in 1930. 2. avgusta 1926 je postavila svetovni rekord v skoku v daljino s 5,485 m, veljal je do 28. avgusta istega leta, ko ga je prevzela Kinue Hitomi. 1. avgusta 1927 je Muriel Gunn ponovno prevzela rekord s 5,57 m, veljal je do maja 1928, ko ga je ponovno prevzela Kinue Hitomi.